# Ригодо (музика)
Ригодо је ведар и брз плес у дводелној или четвороделној метрици сродан буреу, пореклом из Провансе. У нешто умеренијем темпу био је популаран у Француској за време Људевита XIII и у Енглеској у XVI и XVII веку; у уметничкој музици сусреће се у XVII и XVIII веку. Редовно започиње узмахом, а састоји се од три краћа одсека од којих је трећи обично у новом тоналитету те има улогу сродну трију у менуету. Х. Персел аутор је првог објављеног ригодоа за чембало (1689). Ригодо је чест плес најстаријих француских балета, а сусреће се и у инструменталним свитама барока (Ј. Пахелбел, Ј. С. Бах). 